# Città di Joondalup
La città di Joondalup è una delle 29 local government areas che si trovano nell'area metropolitana di Perth, in Australia Occidentale. Essa si estende su di una superficie di 97 chilometri quadrati ed ha una popolazione di 147.129 abitanti.